# Hard power

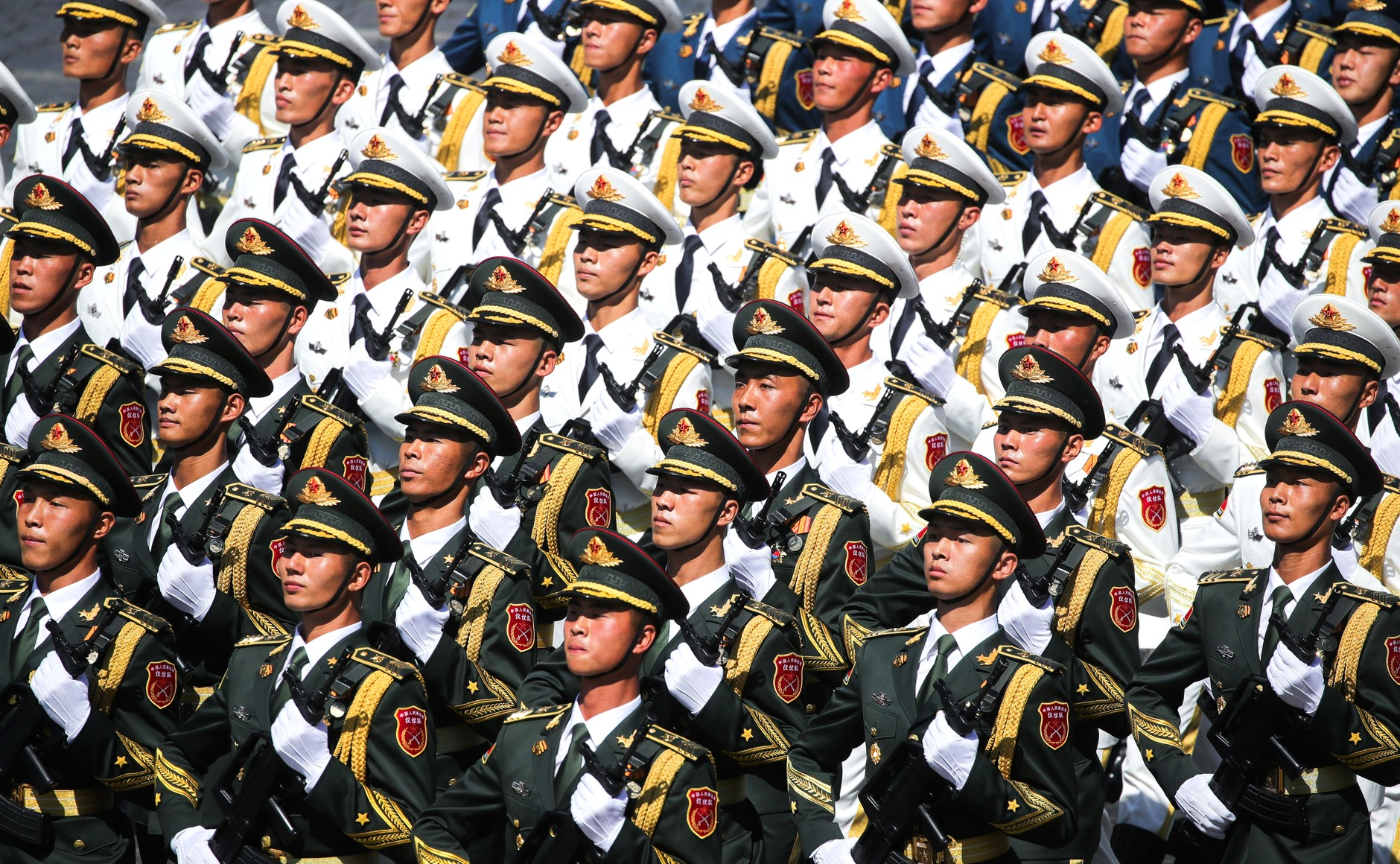
Soldados chineses desfilando em Moscou. Desfiles militares em massa são uma forma de intimidação.

Hard power  (em português: poder duro ou 'potência coercitiva") é um conceito utilizado principalmente nas relações internacionais, e que se refere ao poder nacional baseado em meios militares e econômicos. Essa forma de poder político costuma ser agressiva (coerção), e sua eficácia é maior quando um agente político a impõe a outro com menor capacidade militar ou econômica. É usado em contraste com o termo soft power (poder brando), que se refere ao poder originário da diplomacia, cultura e história.
De acordo com Joseph Nye, hard power implica "a habilidade de usar cenouras e bastões [carrots and sticks] do poder econômico e militar para fazer os outros seguirem sua vontade". Aqui, "cenouras" equivalem a incentivos como diminuir as barreiras comerciais, oferecer alianças ou prometer proteção militar. Em vez disso, os “bastões” representam ameaças como o uso de diplomacia coercitiva, a ameaça de intervenção militar ou a implementação de sanções econômicas. 
Ernest Wilson descreve o hard power como a capacidade de forçar uma entidade "a agir de uma maneira que de outra forma não teria feito".

## História
Embora a existência do hard power tenha uma longa história, o próprio termo foi cunhado ao mesmo tempo em que Joseph Nye elucidou o soft power como uma nova e diferente forma de poder na política externa de um Estado soberano. Segundo a escola realista da teoria das relações internacionais, o poder está vinculado à posse de certos recursos tangíveis, como população, território, recursos naturais, poderio econômico e militar, entre outros. O hard power descreve, assim, a capacidade de um Estado ou agente político de usar incentivos econômicos ou força militar para influenciar o comportamento de outros atores.
Isso inclui uma ampla gama de políticas coercitivas: diplomacia coercitiva, sanções econômicas, ação militar, dissuasão ou alianças militares de defesa mútua, etc. Assim, o hard power pode ser usado para estabelecer ou mudar a hegemonia política ou o equilíbrio de poder. Embora o termo geralmente se refira à diplomacia, também pode ser usado para descrever formas de negociação que envolvem pressão ou ameaças como influência.

### Realismo político

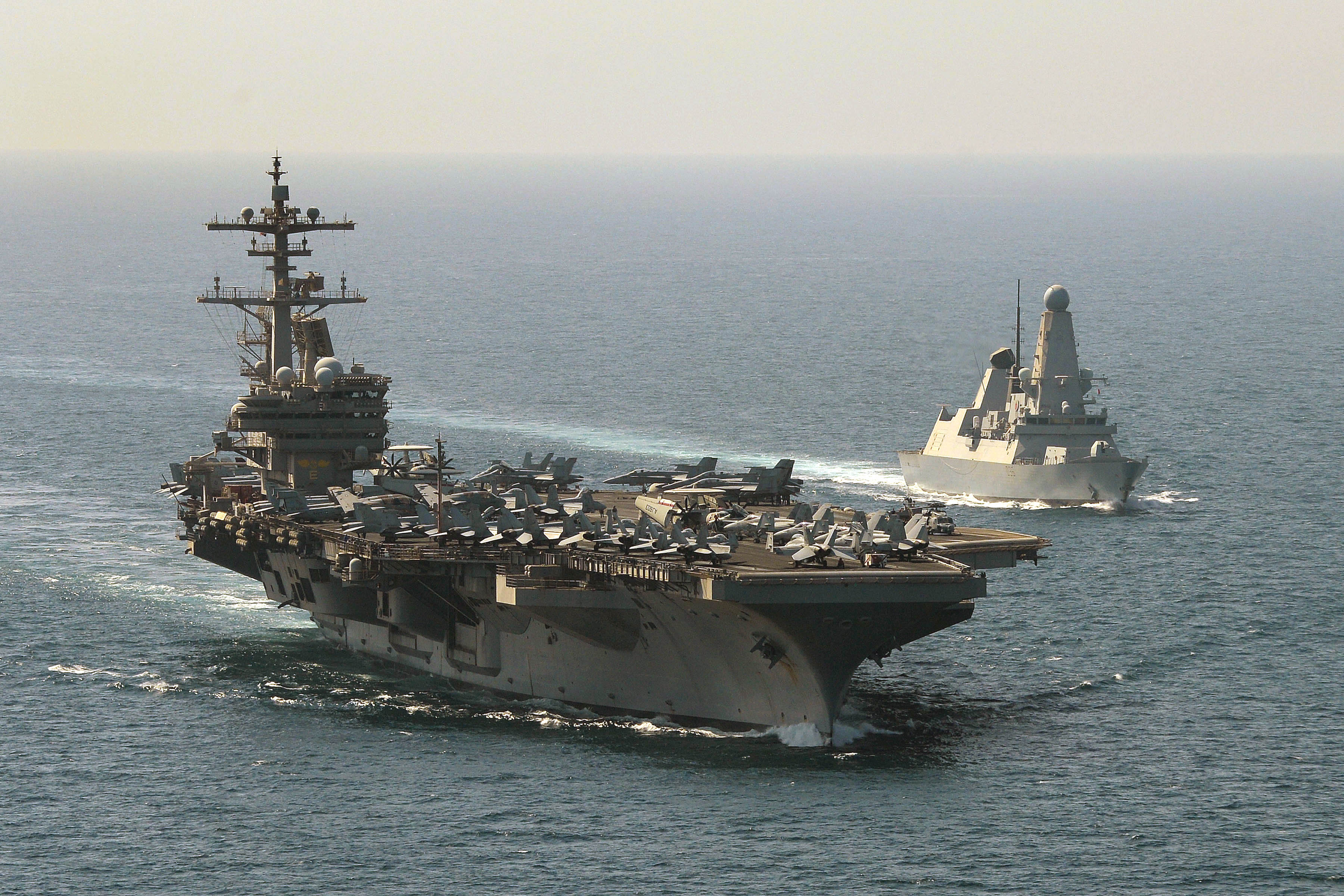
O porta-aviões americano USS George H.W. Bush (CVN-77) e o contratorpedeiro britânico HMS Defender (D36) participando de operações militares no Oriente Médio, em 2014.

O poder pode ser definido como a capacidade dos sujeitos da sociedade internacional de alcançarem seus propósitos internos e externos, e o poder de impor sua vontade aos outros de modo que facilitem e contribuam para sua realização.
O realismo político constitui o paradigma doutrinário hegemônico na disciplina de relações internacionais. Sua principal inspiração foi o teólogo e moralista protestante Reinhold Niebuhr. Essa teoria tem uma relação muito próxima com o hard power, pois esse poder é como seria o poder descrito pelos realistas. Ele se conecta com uma corrente do pensamento político ocidental que desde Maquiavel difundiu, com notável sucesso, uma concepção racionalista e amoral do exercício do poder como fundamento último de uma forma historicamente particular de organização política: o Estado moderno.
O supremo interesse dos Estados é a busca, aumento ou manutenção de seu poder. A política é e sempre será uma luta entre diferentes egos pela dominação e pelo poder: foi essa visão teológico-psicológica de Niebuhr que fez do poder o conceito-chave para entender a luta entre as nações. É uma forma de manter ou recuperar o poder de um Estado, o exercício do poder internacional contém intrinsecamente um alto grau de instabilidade. A instabilidade se manifesta na dificuldade ou incapacidade de manter inalteradas certas relações de poder ao longo do tempo. O Estado deve ter a autonomia de poder para com o exterior que uma sociedade existente detém a partir do momento em que é capaz de exercer um determinado poder social de forma direta e sem mediação em qualquer área das relações internacionais.
É dessa forma de manter ou recuperar o poder que pode ser feito o uso do hard power, que se define pela capacidade nacional de pressionar ou induzir outra nação a adotar determinado curso de ação. Isso pode ser implementado pelo poder militar, que poderíamos assimilar à diplomacia coercitiva, guerra e/ou alianças. A ameaça de força é usada com a finalidade de restringir, intimidar ou proteger. O poder econômico pode ser usado alternativamente, como meio de ajuda, ou para subornar, ou para sancionar.
O poder é fortemente descentralizado ou disperso, o que o torna instável, embora a existência de relações internacionais de poder gere uma ordem hierárquica entre os membros da sociedade internacional, isso é possível porque as sociedades de poder no mundo internacional nascem e se desenvolvem entre grupos humanos e/ou sociedades que constituem diretamente os autênticos protagonistas da sociedade internacional.

## Exemplos

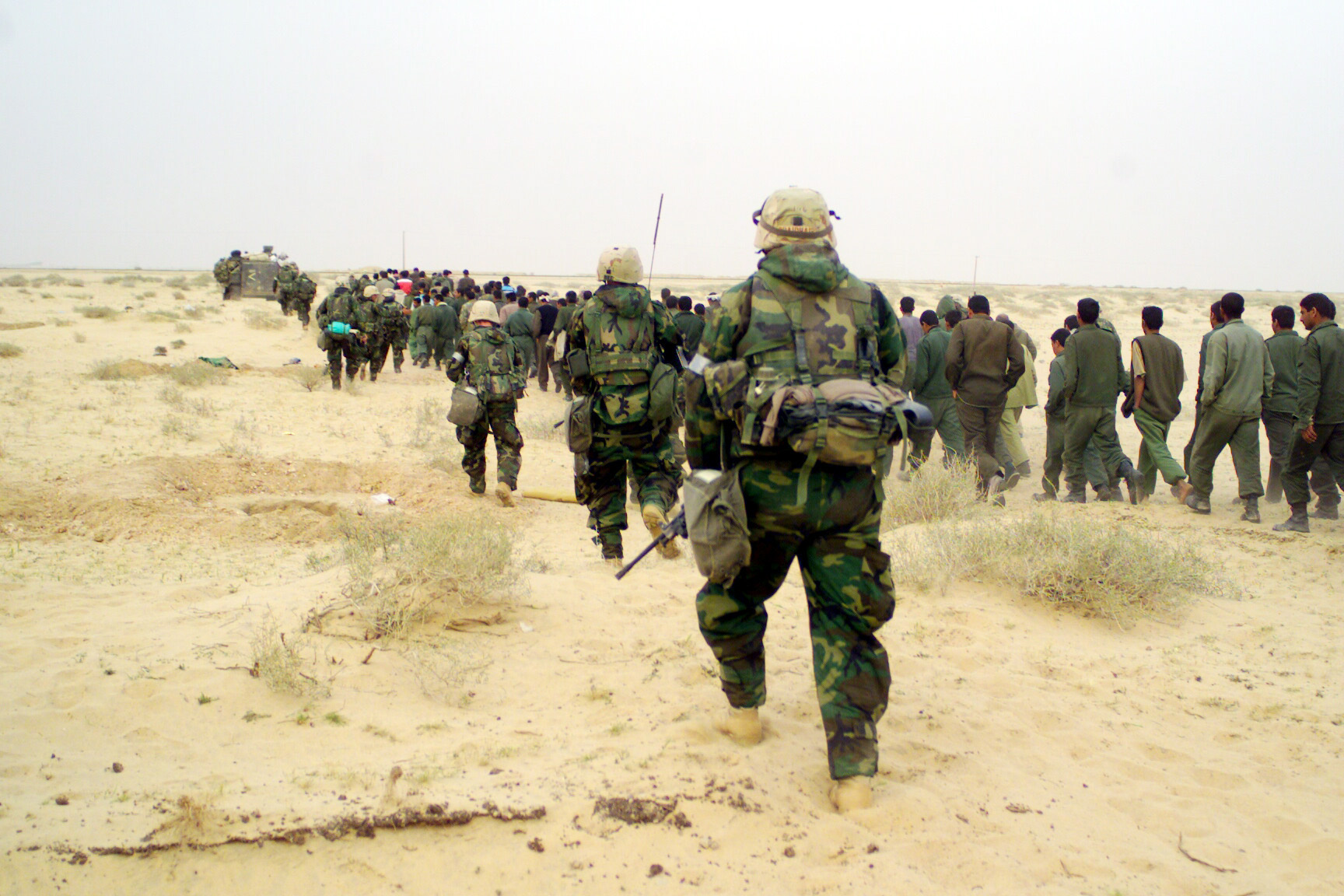
Fuzileiros navais americanos escoltando uma coluna de prisioneiros de guerra iraquianos, 2003.

Os dois melhores exemplos do uso de hard power que poderiam ser mencionados são: a invasão do Iraque pelos EUA em 2003, a intervenção militar russa na guerra civil síria e o controle que uma superpotência como os Estados Unidos e a Rússia podem exercer sobre a maior parte do mundo.
Seu potencial militar conhecido lhes permite forçar outras nações do mundo a aderir às suas demandas. Os Estados Unidos não têm rivais na arena militar: Em 2013, o país concentrava cerca de 46% das despesas militares mundiais (domínio militar) e, em 2014, seu orçamento militar foi de USD 600 bilhões, incluindo USD 84 bilhões para "operações contingenciais externas", como a Guerra do Afeganistão. Os EUA são também o maior importador de mercadorias do mundo (domínio econômico), além de dispor de recursos tecnológicos para monitorar governos de outros países (domínio político). Um dos mais significativos exemplos de hard power é a Guerra do Golfo, onde uma coalizão liderada pelos Estados Unidos forçou o Iraque baathista para fora da Arábia Saudita e do Kuwait.